# Missió final
"Missió final" (títol original en anglès "Final Mission") és el novè episodi de la quarta temporada de la sèrie de televisió de ciència-ficció estatunidenca Star Trek: La nova generació, i el 83è de tota la sèrie. Es va emetre originalment en redifusió als Estats Units el 19 de novembre de 1990. Va ser dirigit per Corey Allen.
Ambientada al segle XXIV, la sèrie segueix les aventures de la tripulació de la nau de la Flota Estel·lar de la Federació Enterprise-D sota el comandament del capità Jean-Luc Picard. En aquest episodi, després de saber que finalment ha estat acceptat a l'Acadèmia de la Flota Estel·lar, Wesley Crusher accepta la invitació de Picard per acompanyar-lo en una missió a terra que podria resoldre una disputa sobre la mineria en un món àrid. Però després d'un accident de llançadora i una recerca gairebé desastrosa d'aigua que deixa el capità a prop de la mort, Wesley es veu encarregat de la gran responsabilitat de mantenir amb vida tant a ell com a Picard fins que un equip de rescat els pugui localitzar.

## Argument
L’ Enterprise ha viatjat al sistema Pentarus on el capità Picard (Patrick Stewart) ha de mediar una disputa entre alguns miners del cinquè planeta. Wesley Crusher (Wil Wheaton) rep la notícia que ha estat acceptat a l'Acadèmia de la Flota Estel·lar i, per a la seva missió final, acompanyarà Picard en el seu viatge amb llançadora a Pentarus V. Arriba una trucada de socors des de Gamilon V, on un vaixell no identificat ha entrat a l'òrbita i està emetent dosis letals de radiació. Picard ordena a Riker que prengui l' Enterprise per resoldre aquesta situació mentre ell i Wesley viatgen en una llançadora enviada pels miners, comandada pel capità Dirgo.
En el camí, el transbordador de Dirgo funciona malament i es veuen obligats a aterrar a la superfície d'una lluna aspra i semblant al desert. Tot i que estan il·lesos, el transbordador no es pot reparar, i els seus sistemes de comunicació i replicadors d'aliments estan desactivats. Dirgo admet que no té subministraments d'emergència a bord, per la qual cosa es veuen obligats a buscar refugi i aigua. Amb el seu tricorder, Wesley identifica algunes coves i una font potencial d'aigua a una distància llunyana, i els tres van travessant el desert. En arribar a una cova, troben una font d'aigua semblant a una font, però està protegida per un camp de força cristal·lí. Dirgo intenta utilitzar el seu faser per destruir el camp, però això activa una ràfega d'energia de la font que engloba el faser en una closca impenetrable i provoca un lliscament de roques. Picard empènyer Wesley fora del camí, però està greument ferit per les roques que cauen.
Mentrestant, l' Enterprise ha arribat a Gamilon V, trobant que el vaixell no identificat és un transportador d’escombraries ple de residus radioactius abandonat de 300 anys d'antiguitat. El seu intent inicial d'adjuntar propulsadors a la barcassa per impulsar-la a través d'un cinturó d'asteroides cap al sol de Gamilon fracassa de manera remota, i el comandant Riker (Jonathan Frakes) es veu obligat a intentar remolcar la barca usant el raig tractor, exposant la tripulació a la radiació letal.
Mentre Wesley continua analitzant el camp de força, Dirgo s'impacienta i intenta trencar el camp de nou amb el faser de Picard amb l'ajuda d'un Wesley reticent a disparar un faser, però aquesta vegada l'explosió d'energia també engloba Dirgo, matant-lo. Picard, dèbil per les seves lesions, li dóna consells a Wesley sobre l'acadèmia i li diu que està orgullós d'ell. Wesley li diu a Picard que el capità li ha ensenyat a no rendir-se mai. Mentrestant, a l' Enterprise, malgrat l'augment dels nivells de radiació a bord, que estan a punt de ser letals,  Riker aconsegueix que la barca es dirigeixi cap al sol i s'allunya per ajudar en la recerca de la llançadora.
Wesley continua estudiant la font i idea un pla per desactivar el camp de força. Improvisa el seu comunicador i tricorder. Dispara el seu faser a la font per atraure el mecanisme de defensa energètica, però el reprograma utilitzant el seu tricorder per manipular l'explosió d'energia. Passa a través d'ell de manera inofensiva i, en canvi, elimina el camp de força, permetent a Wesley accedir a l'aigua.
Poc després, l' Enterprise localitza les restes de la llançadora minera, i Picard i Wesley són rescatats. Quan Picard és transportat de la cova, li diu a en Wesley que el trobarà a faltar.

## Repartiment i doblatge al català
La sèrie va ser doblada al català pels estudis Tramontana (primera part) i Soundtrack (segona part) i emesa a TV3 l’any 1991. Els dobladors de l'episodi foren:
| Personatge      | Actor/actriu    | Veu en català      |
| --------------- | --------------- | ------------------ |
| Jean-Luc Picard | Patrick Stewart | Joan Crosas        |
| William Riker   | Jonathan Frakes | Antoni Forteza     |
| Data            | Brent Spinner   | Joaquim Sota       |
| Geordi La Forge | LeVar Burton    | Aleix Estadella    |
| Worf            | Michael Dorn    | Enric Arquimbau    |
| Beverly Crusher | Gates McFadden  | Aurora Garcia      |
| Deanna Troi     | Marina Sirtis   | Victòria Pagès     |
| Wesley Crusher  | Will Wheaton    | Roger Pera         |
| Dirgo           | Nick Tate       | Lluís Marco        |
| President Songi | Kim Hamilton    | Maria Josep Guasch |

## Producció
El guió de "Missió final" va ser escrit amb la intenció de donar al personatge de Wil Wheaton, Wesley Crusher, una sortida digna de la sèrie. Wheaton volia deixar la sèrie perquè sentia que el seu treball a Star Trek: La nova generació estava posant traves a la seva carrera cinematogràfica. L'equip de redacció volia donar-li un millor adéu que a Denise Crosby, el personatge de la qual Tasha Yar va ser assassinat de manera més aviat casual a l'episodi "Pell de diable", cosa que més tard es va considerar una mala decisió.
A l'esborrany original del guió, Picard i Wesley havien d'aterrar en un planeta de gel, però el productor Rick Berman va pensar que un planeta desert seria més realista.

## Exteriors

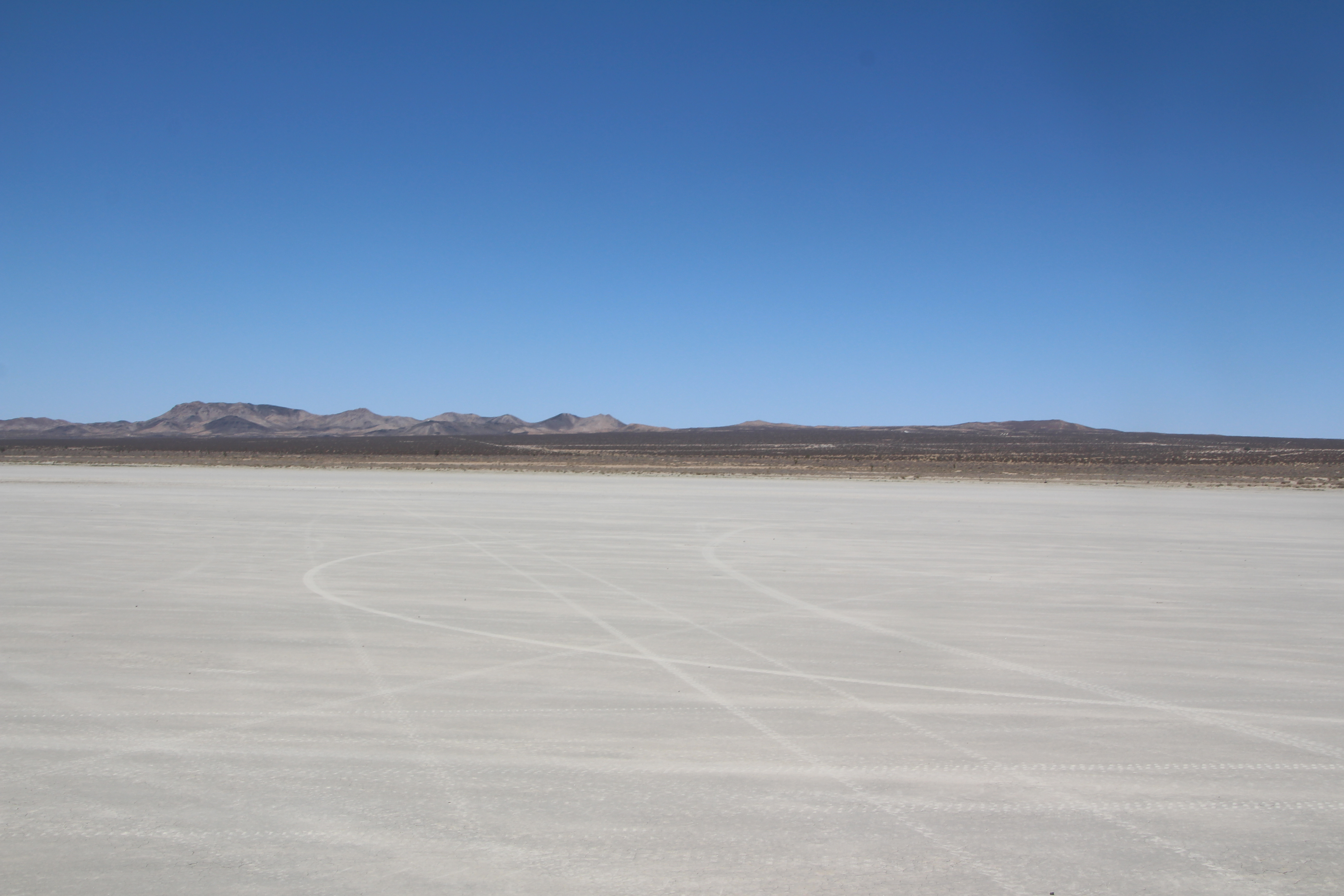
El Mirage Lake

El llac sec El Mirage a Califòrnia va servir com a lloc de rodatge per al desert de la lluna Lambda Paz. El rodatge al llac va durar dos dies.  El 1994, El Mirage Lake també es va utilitzar com a lloc de rodatge per a la superfície del planeta Ocampa a El Guardià,  l'episodi pilot de Star Trek: Voyager.

## Recepció
Keith DeCandido va valorar l'episodi el 2012 a tor.com com un episodi lleugerament inferior a la mitjana de Star Trek: La nova generació. Segons la seva opinió, l'intent d'evitar els errors comesos amb la sortida de Denise Crosby va donar lloc aquesta vegada a una història completament sobrecarregada de tòpics. La trama està pintada per números. A primera vista a la llançadora de Dirgo, és clar que s'estavellarà, en un planeta hostil, per descomptat, i, per descomptat, algú resultarà ferit. Això li dóna a Wesley molt de temps com a l'estrella del programa, li permet demostrar una vegada més les seves habilitats i aprèn una última lliçó valuosa. En general, DeCandido va sentir que l'episodi va ser un adéu bastant feble per a Wesley, que malauradament no va poder mantenir-se amb els seus moments brillants en episodis anteriors.

## Llançaments
"Missió final" es va publicar amb la caixa del DVD de la quarta temporada de Star Trek: La nova generació, llançat als Estats Units el 3 de setembre de 2002.
El 23 d'abril de 1996, els episodis "La pèrdua" i "Missió final" van ser llançats en LaserDisc als Estats Units per Paramount Home Video. Ambdós episodis es van incloure en un sol disc òptic de 12 polzades de doble cara, amb una banda sonora Dolby Surround.